# Ејџенси (Мисури)
Ејџенси (енгл. Agency) град је у америчкој савезној држави Мисури.

## Демографија
По попису из 2010. године број становника је 684, што је 85 (14,2%) становника више него 2000. године.
| Група             | 2000.       | 2010.       |
| Белци             | 583 (97,3%) | 654 (95,6%) |
| Афроамериканци    | 0 (0,0%)    | 2 (0,3%)    |
| Азијати           | 3 (0,5%)    | 6 (0,9%)    |
| Хиспаноамериканци | 10 (1,7%)   | 20 (2,9%)   |
| Укупно            | 599         | 684         |